# Viktoria Karree
Im Zentrum von Bochum entsteht aktuell an der Viktoriastraße das Geschäftsquartier Viktoria Karre, das mehrere Nutzungen miteinander vereinbaren soll. Auf den ersten beiden Ebenen werden große Flächen für Handel errichtet. Hinzu kommt eine Tiefgarage mit rund 500 Parkplätzen auf zwei Ebenen, die mit dem städtischen Tiefgaragensystem verbunden wird. In den oberen Geschossen werden  Büroflächen errichtet. Im Geschäftsquartier sollen zukünftig Gastronomieangebote, Dienstleistungen und ein Fitnesszentrum zu finden sein. Auf 1000 Quadratmeter wird im Erdgeschoss eine Food Lounge mit verschiedenen internationalen Angeboten entstehen. Die Tristar-Gruppe aus Berlin wird im Gebäudekomplexes ein Hotel der Marke „Holiday Inn Express“ mit 170 Zimmern eröffnen.

## Fakten
- Grundstücksgröße 10.500 m²
- Mietfläche 38.000 m²
- investiert wird in das Projekt, das 2022 eröffnen soll, ca. 150 Mio. Euro.
- Eröffnung ist geplant für das Frühjahr 2022